# Museo d’arte moderna e contemporanea di Trento e Rovereto
Das Museo d’arte moderna e contemporanea di Trento e Rovereto (Abkürzung: MART, deutsch: Museum für moderne und zeitgenössische Kunst von Trient und Rovereto) ist ein 2002 im italienischen Trentino eröffnetes Kunstmuseum an den Standorten Trient und Rovereto. Es ist architektonisch bedeutsam und beherbergt neben der wichtigsten Sammlung futuristischer Kunst Italiens auch eine einschlägige Forschungsstätte.
Die Mart-Sammlung präsentiert Werke aus dem neunzehnten Jahrhundert, Avantgarde des zwanzigsten Jahrhunderts, bis hin zu zeitgenössischen Gemälden, Zeichnungen, Gravuren und Skulpturen mit wichtigen Meisterwerken. Es gibt Werke von Giorgio de Chirico, Antonio Rotta, Carlo Carrà, Mario Sironi und dem Futuristen aus Rovereto, Fortunato Depero.

## Geschichte
Rovereto ist eine norditalienische Kleinstadt mit 36.000 Einwohnern. Kulturelle Akzente wurden bis zum Beginn 20. Jahrhundert mit Mozarts erstem Konzert in Italien (1769), einem Goetheaufenthalt (1784), mit dem Bau eines riesigen Theaters (1784) und der Gründung der „Accademia degli Agiati“ gesetzt. Im Jahr 1919 übersiedelte mit Fortunato Depero einer der bedeutendsten Vertreter des Futurismus in die Stadt und richtete hier ein futuristisches Kunsthaus ein, das sich mit der Produktion von futuristischen Wandteppichen, Möbeln und Vorhängen beschäftigte. Ein Jahr vor seinem Tod († 1960) adaptierte er sein Wohnhaus als Museum. Durch sein Vermächtnis kam die Stadt Rovereto in den Besitz der Masse seines künstlerischen Nachlasses, das heute über 3000 Arbeiten umfasst, die von Gemälden über Theaterplakate bis zu Skulpturen reichen. Da die verfügbaren Räumlichkeiten („Casa Museo Depero“ – Wohnhaus von Depero) für eine angemessene Präsentation nicht ausreichten, war die Stadt Rovereto, insbesondere jedoch die Kuratorin dieses Museums, Gabriella Belli, seit den 1980er Jahren um einen Museumsneubau bemüht, der nicht nur der Kunst Deperos, sondern auch jener anderer Futuristen und der zeitgenössischen Kunst allgemein als Heim- und Forschungsstätte dienen sollte. Dieses Vorhaben konnte mit dem MART eindrucksvoll realisiert werden. Als Bauherr und entscheidender Geldgeber trat die Provinzverwaltung auf.

## Baugeschichte, Architektur
Der aus dem Tessin stammende Architekt Mario Botta wurde 1987 mit der Planung betraut. Er hatte zwar 29.000 Quadratmeter zur Verfügung, stand jedoch vor dem Problem, den Bau an der historischen Via Bettini hinter zwei Palazzi aus dem 18. Jahrhundert realisieren zu müssen. Er löste das Problem unter dem Motto „Raum für die Kunst, nicht Raum trotz der Kunst“ mit einem „Pantheon ohne Fassade“, wobei die dreistöckigen Museumsräume am Rande einer mächtigen kreisrunden Agora angeordnet sind, die in 25 Metern Höhe von einer Glaskuppel mit 40 Metern Durchmesser überwölbt ist. Diese Agora bietet Platz für Veranstaltungen mit bis zu 1200 Besuchern.
Die Museumsräumlichkeiten haben einen Umfang von 12.000 Quadratmetern, wobei die Hälfte als Ausstellungsfläche dient, während der Rest der Forschung (Futurismus, Novecento), einer Bibliothek, dem Museumsshop und einer Cafeteria vorbehalten ist. 
Die Bauzeit betrug 5 Jahre, die Gesamtkosten beliefen sich auf 50 Millionen Euro.

## Bedeutung
Bereits 1987 wurde das MART in Rovereto durch zwei weitere Museen ergänzt: durch das MART in Trient, das einige Exponate aus dem 19. Jahrhundert zeigt, und durch die Casa d’Arte Futurista Depero, die sich ebenfalls in Rovereto befindet. Diese macht den oben erwähnten Fortunato Depero zu ihrem einzigen Thema: Das einzige italienische Museum, das sich ausschließlich mit dem Futurismus beschäftigt, zeigt die sich widerspiegelnde Vision des Künstlers auf eindrucksvolle Art mit Möbeln, Wandteppichen und Spielzeugen. In den MART-Standorten sind außerdem die Abteilung 20. Jahrhundert des Trentiner Landesmuseums, das im historischen „Palazzo delle Albere“ in Trient untergebracht wurde, und das Wohnhaus von Fortunato Depero zu sehen. Es handelt sich um eine Prestigeprojekt des Trentino und wurde der wichtigste Museumsneubau Italiens seit mehreren Jahrzehnten. Als futuristische Ausstellungs- und Forschungsstätte ist das MART über die Grenzen Italiens hinaus bedeutsam.